# Tony Snow

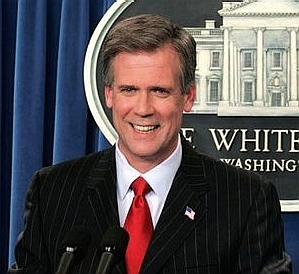
Tony Snow under en presskonferens i maj 2006.

Robert Anthony "Tony" Snow, född 1 juni 1955 i Berea, Kentucky, död 12 juli 2008 i Washington D.C., var en amerikansk journalist. Snow skrev för flera amerikanska tidningar under sin karriär och var bland annat biträdande redaktör för ledarsidan på The Detroit News och redaktör för densamma på The Washington Times. Sin kandidatexamen i filosofi fick han 1977 vid Davidson College i North Carolina och studerade även ekonomi och filosofi vid University of Chicago.
År 1991 arbetade Snow som talskrivare till President George H.W. Bush och övergick till att 1992-1993 ansvara för mediekontakterna i Vita huset.
Åren 1996–2003 var Snow nyhetsankare på Fox News Sunday, som sändes i Fox-anslutna TV-stationer och på nyhetskanalen Fox News. 2003–2006 hade Snow sitt eget radioprogram, Tony Snow Show, på Fox News Radio.
26 april 2006 presenterades Snow, och 8 maj 2006 efterträdde han Scott McClellan, som Vita husets pressekreterare, en tjänst han innehade till 13 september 2007 då han efter en tids sjukdom efterträddes av Dana Perino.
Tony Snow var även en duktig musiker som spelade flera instrument, däribland gitarr, saxofon och flöjt. Snow var medlem i 60-70-80-talsbandet Beats Workin'.
12 juli 2008 avled Tony Snow av cancer på Georgetown University Hospital i Washington D.C.